# 九龍站 (尖沙咀)
22°17′39″N 114°10′09″E / 22.294157°N 114.169079°E
九龍車站（英語：Kowloon Station），又稱尖沙咀火車站，是香港九廣鐵路（英段）的總站，位於九龍半島最南端，尖沙咀九龍角之海旁，鄰近尖沙咀天星碼頭。車站於1916年落成，由九廣鐵路局管理。1975年11月30日九廣鐵路的終點站遷至紅磡（即紅磡站），其後車站被拆卸，原址於1980年代建成香港文化中心。

## 歷史

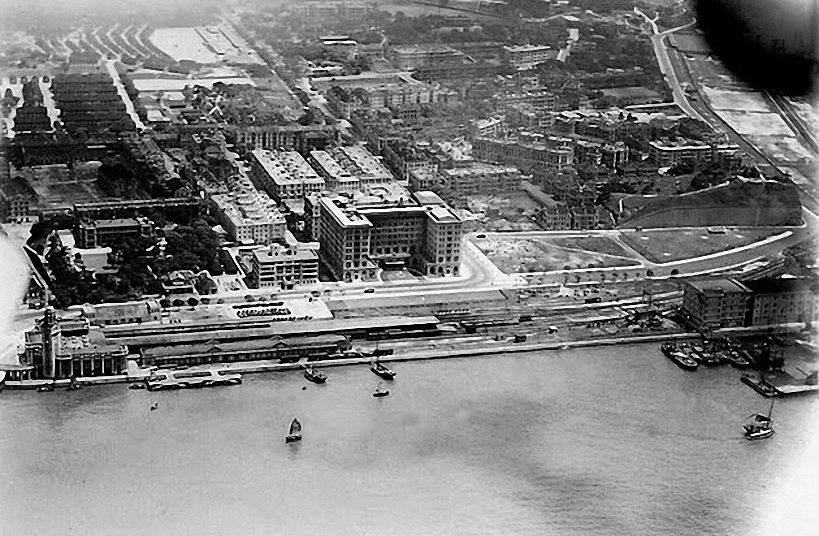
俯瞰九龍車站

1904年，九廣鐵路的定線落實，香港的終點站設於九龍南端的尖沙咀。九廣鐵路香港段（當時稱為英段）於1910年10月1日通車，但九龍車站於1914年3月1日才正式動工。亞瑟·班尼森·赫巴克為車站的設計師，他同時在馬來西亞設計很多重要的建築，包括吉隆坡火車總站、蘇丹阿都沙末大廈等。由於第一次世界大戰在歐洲爆發，影響從大英帝國運來所需物料，車站內部工程一度需要暫停。在1914年底，列車開始使用九龍車站月台，鐘樓於1915年完工，而整個車站則於1916年3月28日全面竣工。
整個車站主要以紅磚及花崗岩建成，側面有拱門型結構，輔以羅馬式石柱及尖頂等裝飾。車站大樓落成後成為九龍半島的地標。主建築樓高2層，建築物中最高部份為樓高45米的鐘樓，另設7米長的避雷針。客運月台建於南面，面對維多利亞港，與梳士巴利道平行；從羅湖抵達的列車由東面駛進車站月台。當時的鐵路路線沿梳士巴利道及漆咸道而行，路軌側已是海岸線所在。
尖沙咀火車站落成後，成為歐亞鐵路的東方終點站，從這裏開出的列車可接駁前往中國大陸乃至歐洲大陸的法國巴黎。此外，不少旅客需在尖沙咀區內停留，吸引嘉道理家族在車站對面興建半島酒店，並於1928年落成。在香港島與九龍交通只有渡輪服務的年代，不少搭客使用鄰接的尖沙咀天星碼頭搭乘天星小輪來往中環。而居住在港島而需要乘搭每日早上06:30開出首班列車回鄉的旅客，更需要在凌晨時分搭乘嘩啦嘩啦電船橫渡維多利亞港在尖沙咀鐵路碼頭登岸往火車站。

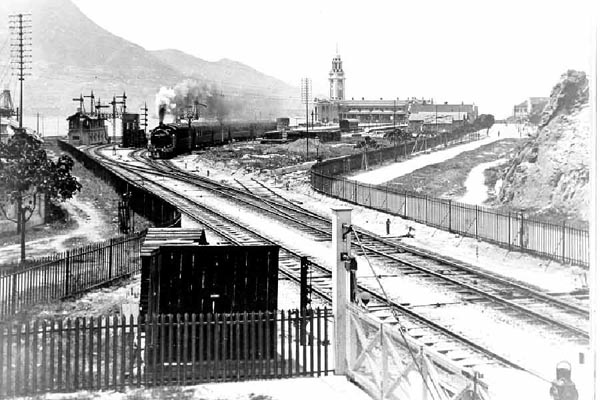
從大包米一帶遙望九龍站 （1916年）
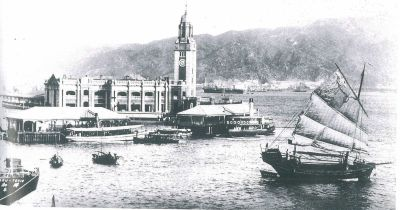
從海上遙望九龍站 （1920年）
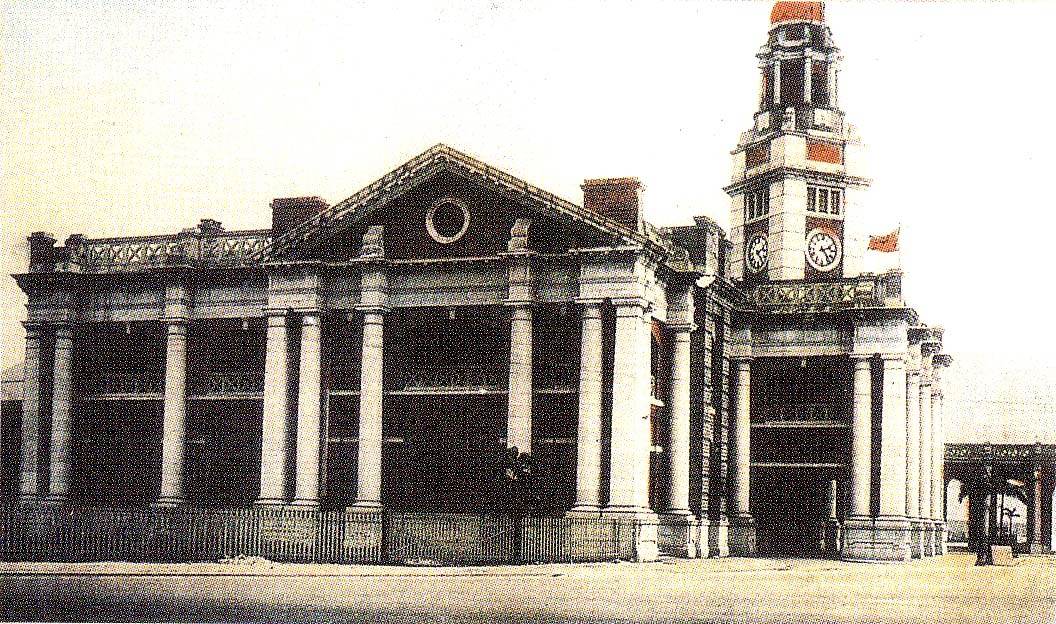
近觀九龍站 （1921年）
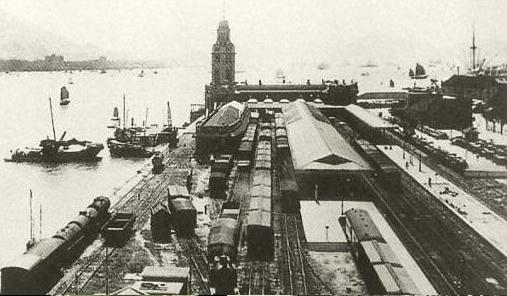
九龍站及停車區 （1940年代）
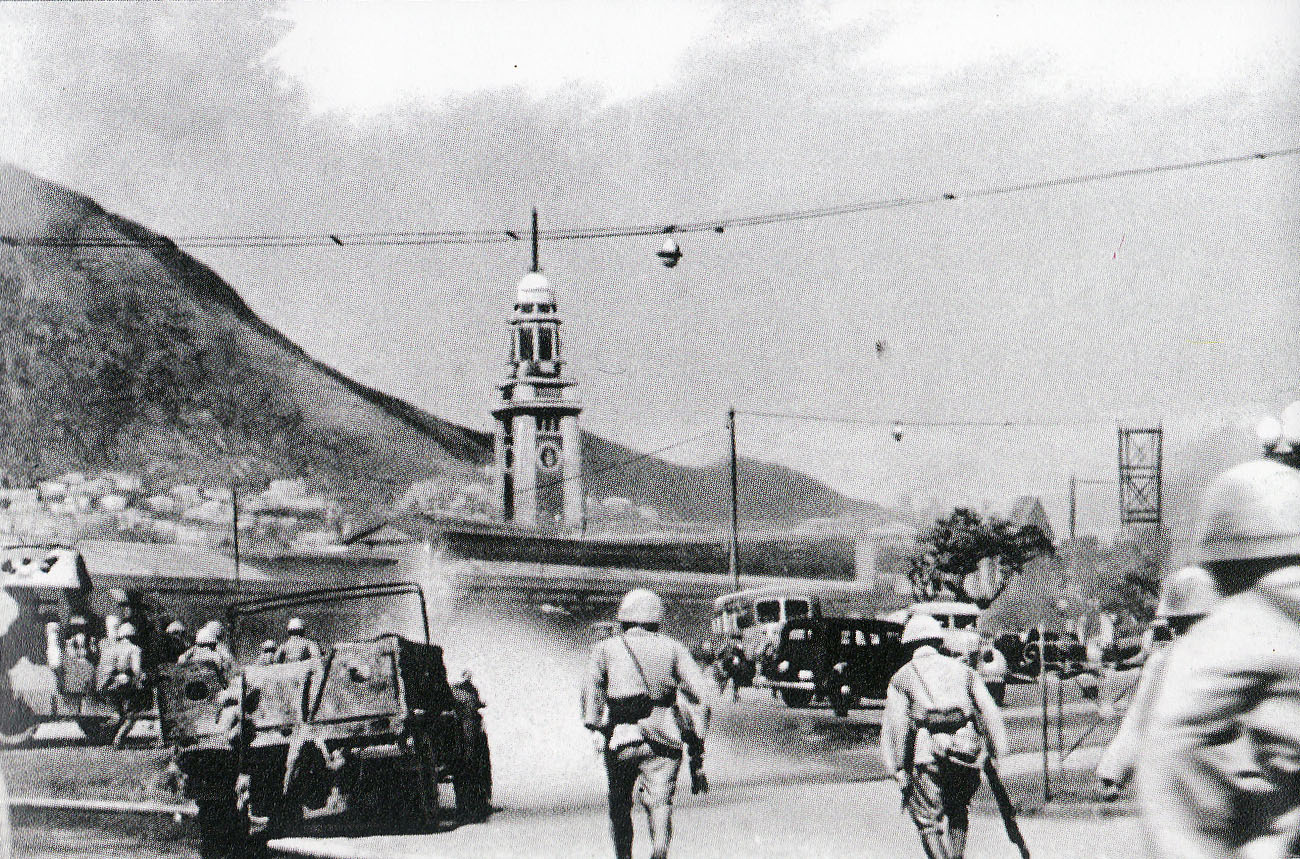
日軍進攻九龍站 （1941年12月香港保衛戰時期）
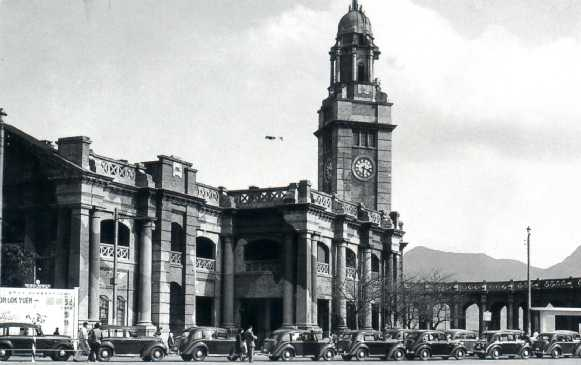
香港重光不久的九龍站，車站外牆仍未擦去戰時的軍事迷彩（1946年）
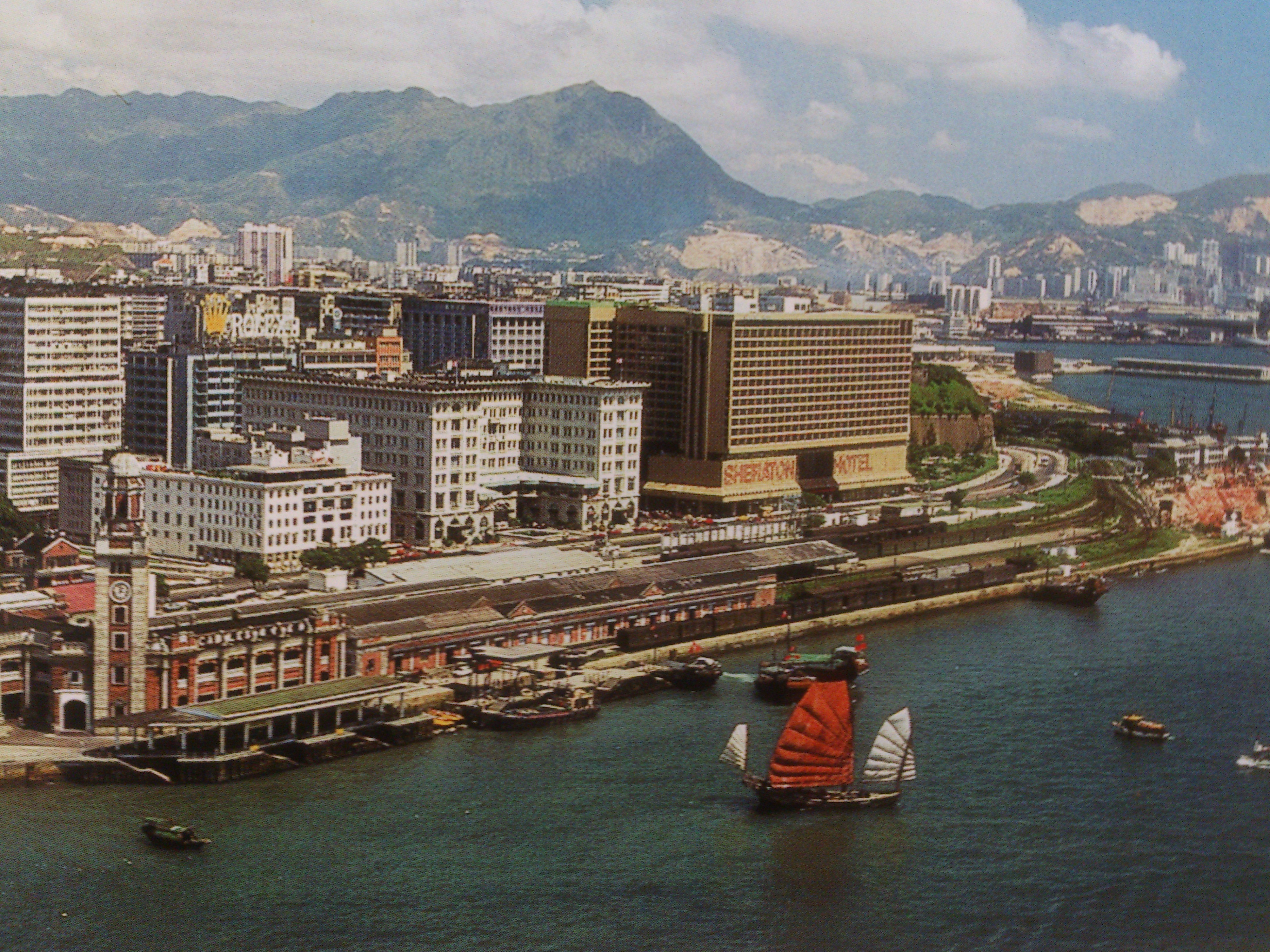
後期的九龍站 （1970年代）

## 車站結構

### 路軌配置

九龍站地圖，由月台末端至九龍倉碼頭的一段路軌（以虛線標示）於1963年或之前拆除。

### 月台變遷
| 月台 |          | 1 九廣鐵路列車往廣州方向 |
| 月台 | 側式月台 |                          |

| 月台 |          | 1 九廣鐵路列車往羅湖方向 |
| 月台 | 側式月台 |                          |

## 搬遷

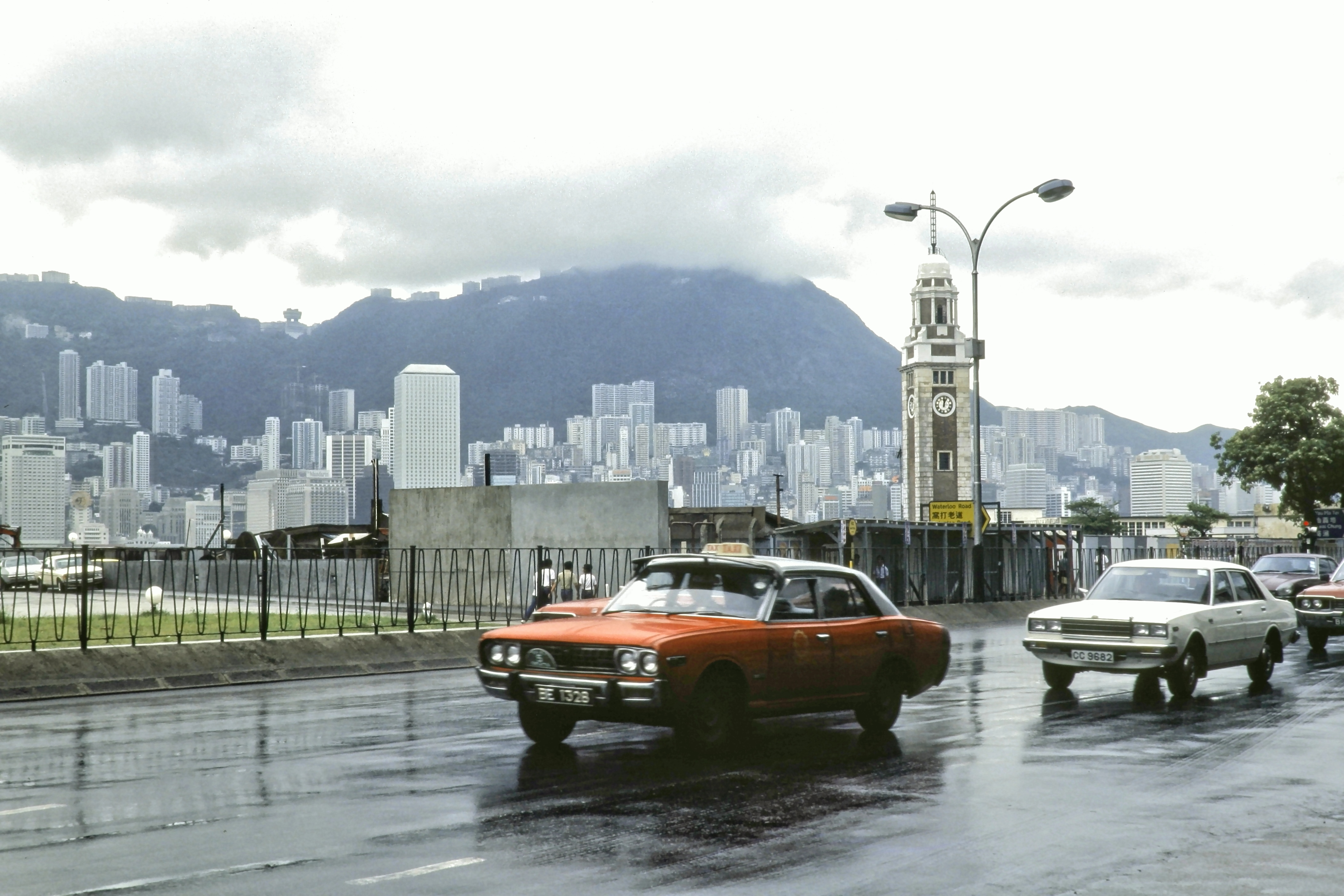
1980年，九龍站已經拆卸完畢，只餘下車站鐘樓繼續屹立

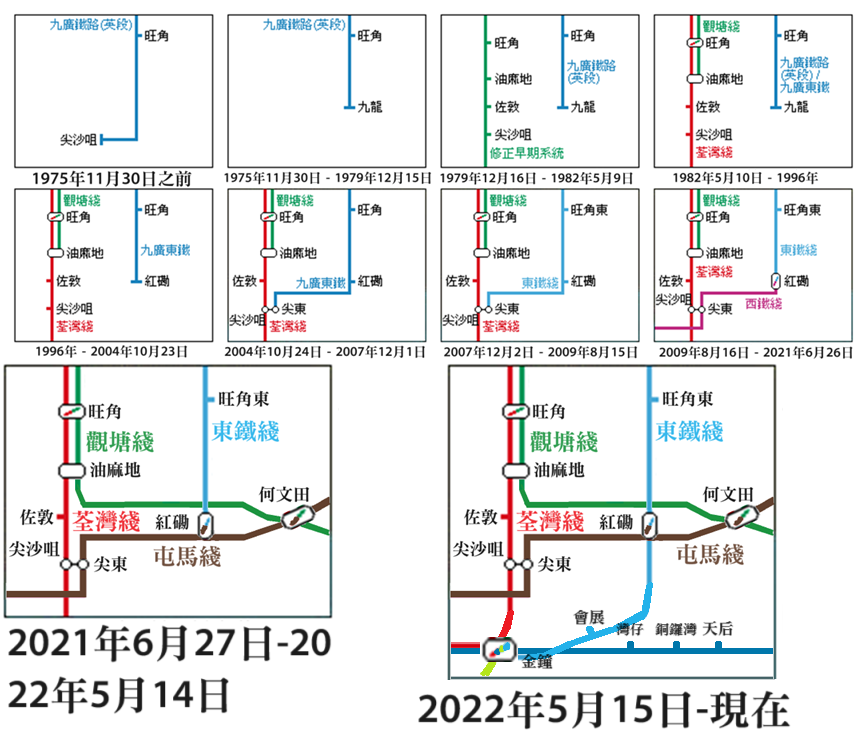
九廣東鐵（現在的東鐵綫）1916-2022年南行終點站之變遷過程

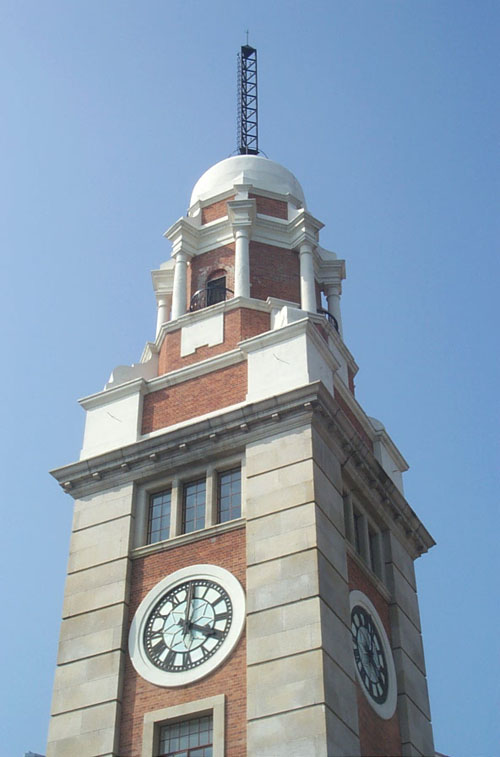
火車站原址今天成為香港文化中心，現只剩下尖沙咀鐘樓部份

1975年，九廣鐵路九龍總站遷往紅磡灣填海區，香港海底隧道旁，即現時的紅磡站。尖沙咀至紅磡一段路軌在當年的11月29日14:55開出最後一班客車後停用。同日晚上，所有票務設備及文書，連同仍泊在舊九龍站的列車，一併調往新九龍站。
尖沙咀火車站大樓則於1978年拆卸，原址在1980年代興建香港太空館、香港文化中心、香港藝術館及尖沙咀海濱花園一部份，只有鐘樓在市民的要求下保留下來，並在1990年被香港古物諮詢委員會評定為法定古蹟。
尖沙咀至紅磡之間，原被路軌佔用的土地，在尖沙咀火車站拆卸後進行填海工程，重新發展成為尖東，在1980年代初期先後落成，主要為辦公室及酒店等建築物。
在海旁的鐵路貨運碼頭「藍煙囪碼頭」用地經拍賣後重建成新世界中心，再於2009年至2011年重建為Victoria Dockside。

## 保育行動
1969年9月，市政局議員沙利士曾追問何時搬遷尖沙咀火車站，並建議舊火車站原址改建為展覽館或博物館。而翌年亦曾有九龍居民組織以書信建議布政司要求保留有60年歷史的尖沙咀火車站，而尖沙咀街坊福利會亦於1975年及1977年亦向布政司提出同樣要求。1977年7月29日，古蹟學會向總督麥理浩請願，政府拒絕要求，因爲拆卸車站後可騰出尖沙咀海旁大量土地及有助開發尖東商業區，爲回應社會各界的意見，因此爲發展計劃的初步範圍成立一個獨立調查小組。該調查小組研究後指出車站原址改建成新的文化綜合設施將可替代車站的角色，維持現有的發展計劃亦遠優於去改變計劃，政府方面則同意保留車站鐘樓。不過古蹟學會指控政府使用卑劣手法去誤導公眾。古蹟學會於1978年2月籌集了1萬5千個簽名，直接向英國君主伊利沙伯二世請願，尋求英女皇干預，惟該做法並未有了解英女皇須要保持政治中立，英女皇不能介入香港政府拆卸車站舊址的決定，所以車站仍是在1978年展開拆卸工程，只餘下政府同意保育的鐘樓。

## 遺蹟

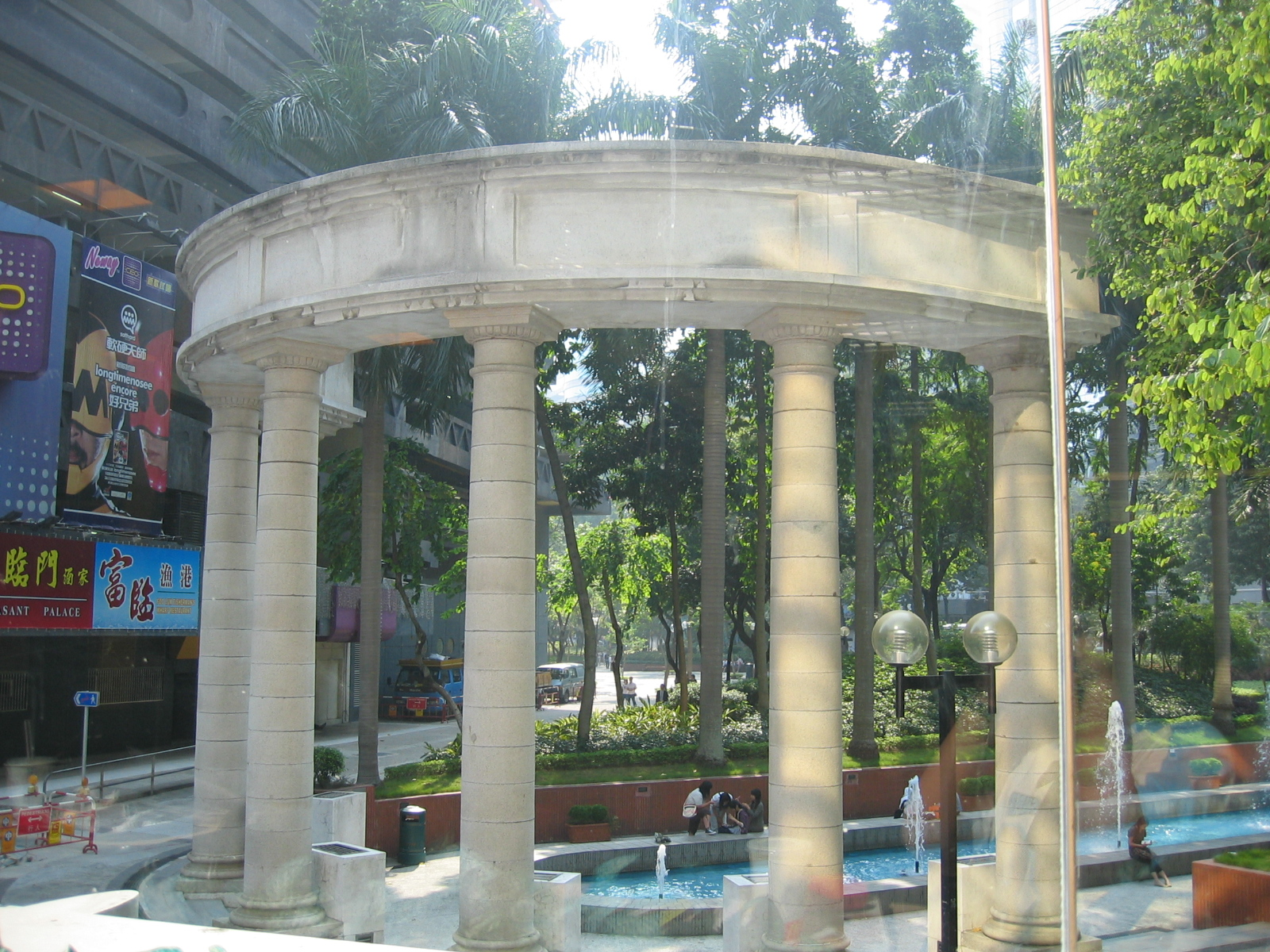
市政局百週年紀念花園的羅馬石柱

尖沙咀火車站拆卸後，原址只剩下尖沙咀鐘樓。另一方面，尖東的市政局百週年紀念花園也安置了昔日火車站的其中6條羅馬石柱。

## 尖東站
1990年代，政府建議把九廣東鐵（現在的東鐵綫）延長至尖沙咀，以紓緩地鐵與九廣東鐵唯一轉車站九龍塘站的擠迫情況，但轉乘通道較九龍塘站遠，需要步行10至15分鐘。
2004年10月24日，尖東站正式啟用，九廣鐵路重新在尖沙咀提供服務。不過，尖東站位于梳士巴利道地底，與原九龍車站有一段距離，由尖東站前往香港文化中心（L6出入口）需要步行10至15分鐘。2009年西鐵綫延至紅磡站後，尖東站成為中途站，西鐵綫已於2021年6月27日起被併入屯馬綫。

## 外部連結
- 香港康文署 - 尖沙咀鐘樓介紹（页面存档备份，存于）
- 《火車站搬回老家的故事》，高家裕看世界